# Rudolf von Erlach (Schultheiss)

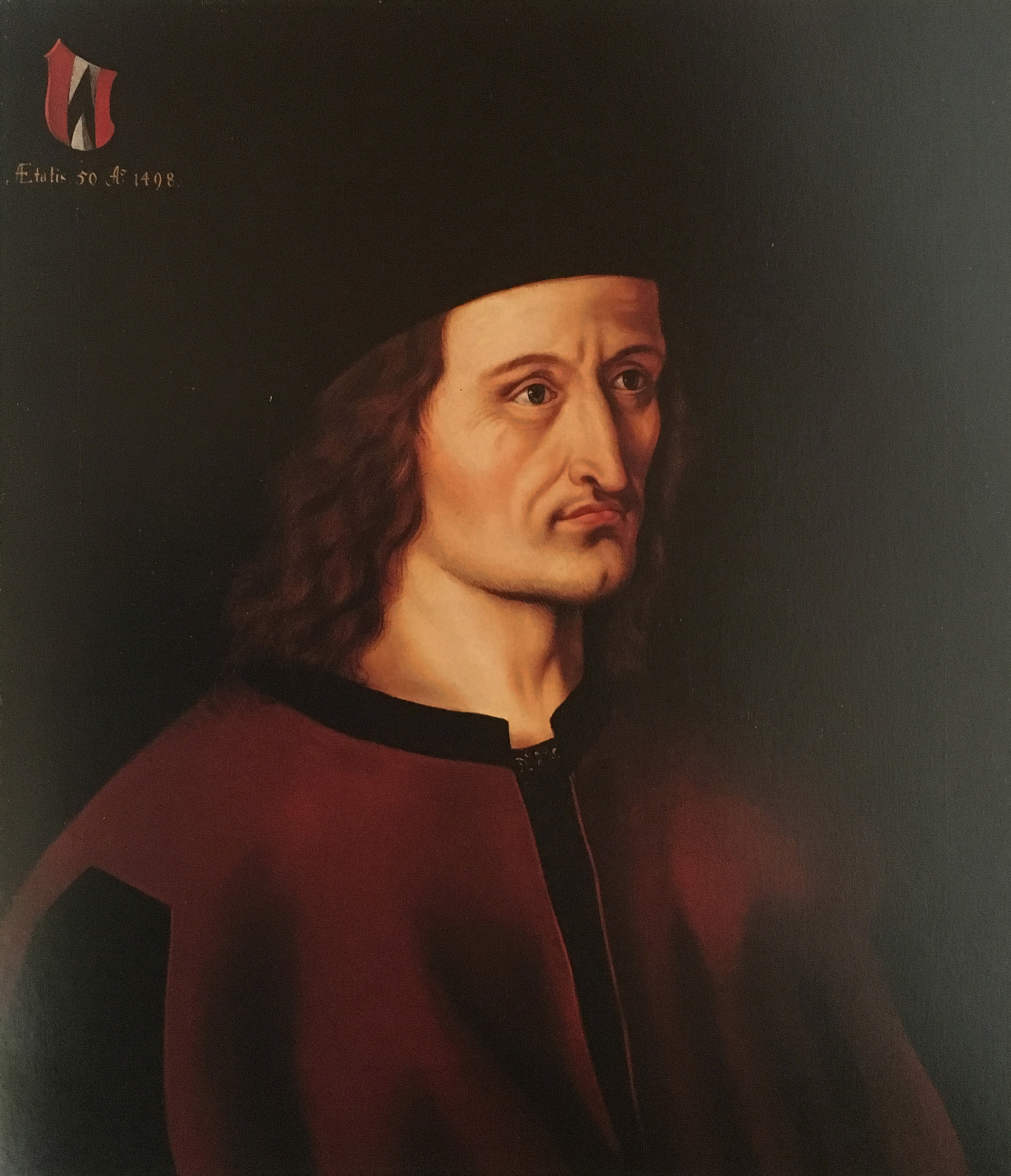
Anonym, Bildnis Rudolf von Erlach (1498)

Rudolf von Erlach (* 1448 in Bern; † 18. November 1507 ebenda) war Schultheiss der Stadt Bern.

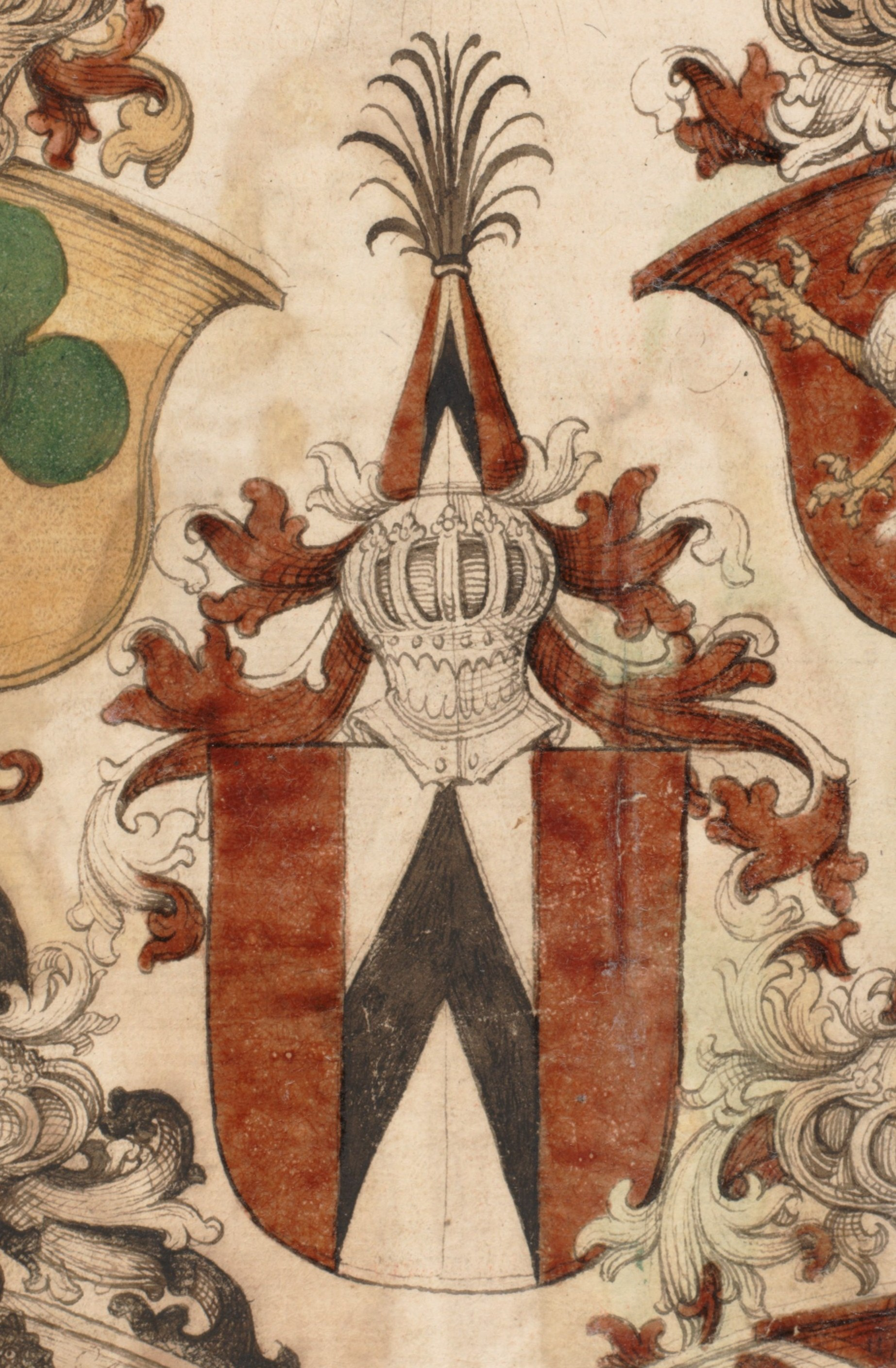
Wappen Rudolfs von Erlach in der Spiezer Chronik (um 1480)

## Leben
Rudolf von Erlach war der Sohn des Petermann von Erlach und der Adelheid Isabella Haller von Courtelary. Er heiratete 1471 in erster Ehe Barbara von Praroman, Tochter des Johann von Praroman, und in zweiter Ehe 1492 Barbara von Scharnachtal, Tochter des Kaspar von Scharnachtal. Erlach war Ritter und Angehöriger der Gesellschaft zum Distelzwang. Ihm gehörten die Herrschaften Bümpliz, Hindelbank, Riggisberg, Reichenbach, Ried, Wyl und Jegenstorf. Für die Grafen von Chalon verwaltete er als Vogt die Grafschaft Erlach, die 1474 durch die Besetzung Berns eine bernische Landvogtei wurde. Erlach verwaltete diese als erster bernischer Landvogt. Im gleichen Jahr wurde er auch Schultheiss von Burgdorf. Er war ab 1471 Mitglied des bernischen Grossen Rats, 1476 Mitglied des Kleinen Rats und von 1479 bis zu seinem Tod mit Unterbrüchen Schultheiss von Bern.  Er war 1478 eidgenössischer Gesandter nach Bellinzona und vermittelte 1506/07 zwischen dem Bischof von Sitten und Savoyen. Als Kastvogt verwaltete er im Auftrag Berns die Klöster Rüeggisberg, Hettiswil und Thorberg sowie das Kollegiatstift St. Vinzenz in Bern. Er setzte sich ein für die vorreformatorische Kirchen- und Klosterreform. Er beauftragte Diebold Schilling mit der Spiezer Chronik. Konrad Türst widmete ihm seine Schrift De situ confoederatorum descriptio (1495–97).
In der Spiezer Chronik ist auf einer Tafel die Ahnenprobe Rudolfs von Erlach mit seinem Familien- und den Ahnenwappen abgebildet (Wappen der Mutter, Adelheid Haller von Courtelary; der Grossmutter, Margarete von Grasburg; der Urgrossmutter, Anna von Oltingen, und der Ururgrossmutter Eva von Utzigen). «In Alto Est Lux» war der zugehörige Wappenspruch, abgekürzt «I·A·E·L».

## Archive
- Bestände zu Rudolf von Erlach in der Burgerbibliothek Bern